# 47494 Gerhardangl
47494 Gerhardangl este un asteroid din centura principală de asteroizi.

## Descriere
47494 Gerhardangl este un asteroid din centura principală de asteroizi. A fost descoperit pe 4 ianuarie 2000 la Gnosca de Stefano Sposetti. Asteroidul prezintă o orbită caracterizată de o semiaxă mare de 2,59 ua, o excentricitate de 0,14 și o înclinație de 1,4° în raport cu ecliptica.